# Рипе Сан Ђинезио
Рипе Сан Ђинезио (итал. Ripe San Ginesio) насеље је у Италији у округу Мачерата, региону Марке.
Према процени из 2011. у насељу је живело 161 становника. Насеље се налази на надморској висини од 421 м.

## Становништво
| 1931. | 1936. | 1951. | 1961. | 1971. | 1981. | 1991. | 2001. | 2011. |
| ----- | ----- | ----- | ----- | ----- | ----- | ----- | ----- | ----- |
| 1.298 | 1.345 | 1.322 | 1.132 | 932   | 800   | 753   | 758   | 860   |